# Yoshiaki Sato
Yoshiaki Sato (佐藤 慶明, Sato Yoshiaki) est un footballeur japonais né le 19 juin 1969 dans la préfecture d'Osaka au Japon.